# Kojima
Kojima var ett japanskt formel 1-stall som deltog i två lopp i Japan slutet av 1970-talet.

## Historik
Stallet debuterade i Japan 1976 där man satte snabbaste varv men slutade på elfte plats och avslutade sitt F1-deltagande i Japan 1977 där man bröt loppet.
Det privata japanska stallet Heroes Racing Corporation deltog också i Japan 1977 med en Kojima-Ford.

## F1-säsonger
| Säsong | Tävlingsnamn       | Bil          | Motor                    | Däck | Poäng | VM-plac. | Förare 1          | Förare 2 |
| ------ | ------------------ | ------------ | ------------------------ | ---- | ----- | -------- | ----------------- | -------- |
| 1976   | Kojima Engineering | Kojima KE007 | Ford Cosworth DFV 3.0 V8 | D    | 0     | 14:e     | Masahiro Hasemi   | -        |
| 1977   | Kojima Engineering | Kojima KE009 | Ford Cosworth DFV 3.0 V8 | B    | 0     | 13:e     | Noritake Takahara | -        |